# 27 Club
27 Club (Câu lạc bộ 27 hoặc Câu lạc bộ tuổi 27), đôi khi còn được gọi là Forever 27 Club (Câu lạc bộ mãi mãi tuổi 27) là tên một nhóm các nghệ sĩ nhạc rock và blues nổi tiếng qua đời ở tuổi 27, đôi khi trong những hoàn cảnh bí ẩn. Những nghệ sĩ này qua đời ở quãng thời gian trước và sau sinh nhật lần thứ 27 của họ một năm. Bốn nghệ sĩ nổi tiếng đầu tiên của 27 Club là Brian Jones, Jimi Hendrix, Janis Joplin và Jim Morrison, cả bốn qua đời trong khoảng thời gian từ 1969 đến 1971. Năm 1994 trưởng nhóm Nirvana là Kurt Cobain cũng qua đời ở tuổi 27, theo cuốn sách Heavier Than Heaven thì khi Cobain qua đời chị của anh đã nói rằng dường như ngay từ khi còn nhỏ Kurt đã đề cập đến nguyện vọng trở thành một người của 27 Club.
| Nghệ sĩ      | Ngày qua đời        | Lý do cái chết                                               | Thông tin |
| ------------ | ------------------- | ------------------------------------------------------------ | --- |
| Brian Jones  | 3 tháng 7 năm 1969  | Chết đuối ở bể bơi                                           | Thành viên sáng lập nhóm The Rolling Stones                                                                           |
| Jimi Hendrix | 18 tháng 9 năm 1970 | Ngạt thở vì chất nôn sau khi vô tình dùng thuốc ngủ quá liều | Huyền thoại guitar, ca sĩ, nhạc sĩ của nhóm The Jimi Hendrix Experience và Band of Gypsys                             |
| Janis Joplin | 4 tháng 10 năm 1970 | Dùng ma túy quá liều                                         | Nữ ca sĩ và nhạc sĩ chính của nhóm Big Brother & The Holding Company, The Kozmic Blues Band và Full Tilt Boogie Band. |
| Jim Morrison | 3 tháng 7 năm 1971  | Theo công bố chính thức là liệt tim                          | Ca sĩ chính, nhạc sĩ và đạo diễn hình của nhóm The Doors.                                                             |

Dưới đây là một số ca sĩ, nhạc sĩ khác cũng qua đời ở tuổi 27. Người viết tiểu sử cho Kurt Cobain là Charles R. Cross đã phải nói rằng: "Số nghệ sĩ qua đời ở tuổi 27 là thực sự đáng chú ý. Mặc dù con người ra đi ở mọi lứa tuổi, nhưng xét về mặt thống kê, ở tuổi 27 số nhạc sĩ qua đời là cao hơn hẳn".
| Nghệ sĩ                 | Ngày qua đời         | Lý do cái chết                                                            | Thông tin                                                                    |
| ----------------------- | -------------------- | ------------------------------------------------------------------------- | ---------------------------------------------------------------------------- |
| Louis Chauvin           | 26 tháng 3 năm 1908  | Chết vì bệnh giang mai                                                    | Nhạc sĩ ragtime                                                              |
| Robert Johnson          | 16 tháng 8 năm 1938  | Không rõ, nhưng thường được ghi là viêm phổi sau khi nhiễm độc strychnine | Nhạc sĩ blues, có ảnh hưởng tới Jimi Hendrix, Keith Richards và Eric Clapton |
| Jesse Belvin            | 6 tháng 2 năm 1960   | Tai nạn ô tô                                                              | Ca sĩ và nhạc sĩ R&B                                                         |
| Johnny Kidd             | 7 tháng 10 năm 1960  | Tai nạn xe máy                                                            | Trưởng nhóm, ca sĩ, nhạc sĩ của nhóm Johnny Kidd and The Pirates             |
| Alan "Blind Owl" Wilson | 3 tháng 9 năm 1970   | Dùng thuốc an thần quá liều                                               | Trưởng nhóm, ca sĩ, nhạc sĩ của nhóm Canned Heat                             |
| Les Harvey              | 2 tháng 5 năm 1972   | Điện giật từ micrô                                                        | Nghệ sĩ guitar của nhóm Stone the Crows                                      |
| Ron "Pigpen" McKernan   | 8 tháng 3 năm 1973   | Xuất huyết dạ dày do nghiện rượu                                          | Thành viên sáng lập và nghệ sĩ keyboard của nhóm Grateful Dead               |
| Dave Alexander          | 10 tháng 2 năm 1975  | Viêm phổi                                                                 | Nghệ sĩ guitar bass của nhóm The Stooges                                     |
| Peter Ham               | 24 tháng 4 năm 1975  | Treo cổ tự tử                                                             | Trưởng nhóm, nghệ sĩ keyboard và guitar của nhóm Badfinger                   |
| Gary Thain              | 8 tháng 12 năm 1975  | Dùng ma túy quá liều                                                      | Nghệ sĩ guitar bass của nhóm Uriah Heep                                      |
| Chris Bell              | 27 tháng 12 năm 1978 | Tai nạn ô tô                                                              | Ca sĩ, nhạc sĩ của nhóm Big Star                                             |
| D. Boon                 | 22 tháng 12 năm 1985 | Gãy cổ sau khi ngã khỏi ô tô                                              | Ca sĩ chính, nghệ sĩ guitar của nhóm Minutemen                               |
| Pete de Freitas         | 14 tháng 6 năm 1989  | Tai nạn xe máy                                                            | Nghệ sĩ trống của nhóm Echo & the Bunnymen                                   |
| Mia Zapata              | 7 tháng 7 năm 1993   | Bị giết                                                                   | Ca sĩ chính của nhóm The Gits                                                |
| Kurt Cobain             | 5 tháng 4 năm 1994   | Tự sát bằng súng                                                          | Trưởng nhóm Nirvana                                                          |
| Kristen Pfaff           | 16 tháng 6 năm 1994  | Dùng ma túy quá liều                                                      | Nghệ sĩ guitar bass của nhóm Hole                                            |
| Fat Pat                 | 3 tháng 2 năm 1998   | Bị bắn chết                                                               | Ca sĩ nhạc Rap, thành viên nhóm Screwed Up Click                             |
| Sean Patrick McCabe     | 28 tháng 8 năm 2000  | Ngạt vì chất nôn sau khi uống quá nhiều rượu                              | Ca sĩ chính của nhóm Ink & Dagger                                            |
| Jeremy Ward             | 25 tháng 5 năm 2003  | Dùng ma túy quá liều                                                      | Nghệ sĩ âm thanh của nhóm The Mars Volta và De Facto                         |
| Bryan Ottoson           | 19 tháng 4 năm 2005  | Dùng ma túy quá liều                                                      | Nghệ sĩ guitar của nhóm American Head Charge                                 |
| Amy Winehouse           | 23 tháng 7 năm 2011  | Ngộ độc rượu hoặc chất chống suy nhược cơ thể                             | Ca sĩ nhạc R&B, soul và jazz                                                 |
| Anton Yelchin           | 18 tháng 6 năm 2016  | Tai nạn xe                                                                | Diễn viên                                                                    |
| Kim Jong-hyun           | 18 tháng 12 năm 2017 | Ngộ độc khí Carbon Monoxit                                                | Nghệ sĩ, Idol nhóm nhạc SHINee                                               |
| Fredo Santana           | 19 tháng 1 năm 2018  | Bệnh tim mạch và động kinh                                                | Rapper                                                                       |
| Kim Han Il              | 6 tháng 2 năm 2018   | Xơ gan                                                                    | Ca sĩ                                                                        |
| Cha In-ha               | 3 tháng 12 năm 2019  | Không rõ                                                                  | Diễn viên, thành viên nhóm Surprise U                                        |
| Harry Hains             | 7 tháng 1 năm 2020   | Không rõ                                                                  | Diễn viên                                                                    |